# جيمينا (زرافة)
الزرافة جيمينا Gemina كانت زرافة من نوع بارينغو طولها 12 قدم، وولدت في 1986 وماتت في 2008. عاشت في حديقة حيوانات سانتا باربرا في كاليفورنيا بالولايات المتحدة الأمريكية. 
اشتهرت بشبب التشوه الغريب في رقبتها والذي انحنى بدرجة تسعين درجة تقريبا. ظهر هذا التشوه عندما كانت في الثالثة من عمرها.